# Robert Kohn
Pour les articles homonymes, voir Kohn.
Robert V. Kohn (né en 1953) est un mathématicien américain travaillant sur les équations aux dérivées partielles, le calcul des variations, la science des matériaux mathématiques et les Mathématiques financières. Il est professeur au Courant Institute of Mathematical Sciences de 'Université de New York.

## Formation
Kohn étudie les mathématiques à l'Université Harvard, où il a obtenu son baccalauréat en 1974. Il a obtenu son doctorat à l'Université de Princeton en 1979, sous la direction de Frederick J. Almgren,.

## Travaux
Kohn est surtout connu pour ses travaux sur les équations aux dérivées partielles non linéaires, notamment ceux avec Louis Nirenberg et Luis Caffarelli, où ils ont obtenu des résultats partiels sur la régularité des solutions faibles des équations de Navier-Stokes. 

## Prix et distinctions
Il reçoit une bourse de recherche Sloan en 1984. En 2006, il est conférencier plénier au Congrès international des mathématiciens de Madrid avec une conférence intitulée« Energy driven pattern formation ». 
En 2007 il est lauréat avec Stefan Müller, Antonio DeSimone et Felix Otto de la médaille Keith de la Royal Society of Edinburgh.
En 2014 il reçoit avec Luis Caffarelli et Louis Nirenberg le prix Leroy P. Steele pour une « contribution majeure dans la recherche » pour leur article "Partial regularity of suitable weak solutions of the Navier-Stokes equations".
Il est membre de l'American Mathematical Society. En 2009 il devient fellow de la Society for Industrial and Applied Mathematics, dont il reçoit en 1999 le prix Ralph E. Kleinman. En 2017 il devient membre de l'Académie américaine des arts et des sciences.

## Sélection de publications
- avec Luis Caffarelli et Louis Nirenberg : "Partial regularity of suitable weak solutions of the Navier–Stokes equations", Communications on Pure and Applied Mathematics, n. 35 i. 6, pp. 771–831.
- avec L. Caffarelli et L. Nirenberg, "First order interpolation inequalities with weights", Compositio Mathematica n. 53 i. 3, pp. 259-275.
- avec Gilbert Strang, "Optimal design and relaxation of variational problems, I", Communications on Pure and Applied Mathematics, n. 39 i. 1, pp. 113–137.
- avec A. V. Cherkaev (éd): « Topics in the Mathematical Modeling of composite materials », Birkhäuser 1997.
- avec J. Erickson, David Kinderlehrer, Jacques-Louis Lions (éd): « Homogenization and effective moduli of materials and media », IMA Volumes in Applied Mathematics, Springer 1986.
- avec Graeme W. Milton (éd): « Random Media and Composites », SIAM 1989.